# あべながの野望〜他力本願の変〜
『あべながの野望〜他力本願の変〜』（あべながのやぼう たりきほんがんのへん）は、TOKYO FMで2012年10月6日から2014年9月27日まで放送されていたラジオ番組である。早稲田塾と声優・俳優事務所である賢プロダクションによる、声優塾が提供していた番組である。
『番組タイトル募集中（仮）※これがホントにタイトルです！』というタイトルで放送が開始。2012年11月4日の放送より、番組リスナーからの意見を取り入れ、『あべながの野望〜他力本願の変〜』に番組タイトルが変更された。なお、番組のタイトルコールは、賢プロダクションの会長を務めていた内海賢二（2013年6月13日死去）によるものが現在も使用されており、内海逝去後の放送においては、冒頭で追悼メッセージが流された。
また、本番組の後継としてニコニコ動画公式チャンネルにて『あべながのッ！』が現在配信中である。

## 概要
リスナーから届いたメールを元に、パーソナリティの阿部、代永が様々な企画に挑戦していく番組。番組内の架空の国『あべなが国』を建国し、様々なゲストと同盟を組み、番組の勢力拡大を狙う。
番組内で流れる音楽はアニメソングやキャラクターソング、VOCALOID楽曲など多岐にわたり、主にその回の企画・テーマに沿ったものが使用されている。
本放送では都合によりカットされた内容がPodcastにて配信される事もある。
2014年4月の放送から番組の内容を一部リニューアルした。リニューアル後は阿部、代永のみで番組を進行している。
また、放送中には声優塾卒業生や賢プロダクション所属声優などによる声優塾のCMが毎回挿入され、回によってバリエーションも異なる。リニューアル前までは、アシスタントの北原がCMを担当していた。

## パーソナリティ
メインパーソナリティ
阿部敦
代永翼
アシスタント
北原知奈（番組開始 - 2014年3月）
準レギュラー
佐藤拓也
箭内仁
内海賢太郎

## スタッフ
音楽選曲
前田地生 - コンテンツ制作プロデューサー。ニコニコ動画イベント『FRENZ』主宰。賢プロダクション公式サイト内のFlashアニメ『にゃんころりシリーズ』の監督も務める。

## コーナー
以下は、主に番組冒頭で流されるミニコーナー。
- 質問千人斬り（第1回 - 第27回）

パーソナリティの阿部、代永がリスナーの質問に対して回答するコーナー。
- あべながに言ってもらいたい！あんなことこんなこと（第48回 - ）

リスナーから二人に言ってもらいたい台詞・シチュエーションを募集し、阿部と代永がリスナーから募った台詞をそれぞれ言うコーナー。

## 主なゲスト
- 高橋研二
- 江口拓也
- 小野友樹
- 木村良平
- 畠中祐
- 岡本信彦
- 後藤麻衣
- 藤村歩
- 佐藤拓也

## 配信履歴
- 第1回　#1【自己紹介スペシャル】（2012年10月7日）
- 第2回　#2【あの夏をもう一度！カムバック2012サマー！！！】（2012年10月14日）
- 第3回　#3【プロフィールクイズ！前田地生という男】（2012年10月21日/ゲスト：前田地生）
- 第4回　#4【みんなで決める！番組タイトル作戦会議！〜さようなら、そしてありがとう (仮)(^ ^)/”】（2012年10月28日）
- 第5回　#5【最強キャラは誰だ！！開催！天下一武道会！！！】（2012年11月4日）
- 第6回　#6【発動！番組布教大作戦！〜ノベルティー会議〜】（2012年11月11日）
- 第7回　#7【実録！！お茶漬けフロンティアへの道！】（2012年11月18日）
- 第8回　#8【これであなたもモテ男子！バーチャルデート！アニメイト編！(前編)】（2012年11月25日）
- 第9回　#9【これであなたもモテ男子！バーチャルデート！アニメイト編！(後編)】（2012年12月2日）
- 第10回　#10【2012年！歳末企画大売出し！！】（2012年12月9日）
- 第11回　#11【今夜はついに争いが勃発！？あべなが×あゆごまがガチンコ勝負！】（2012年2012年12月16日/ゲスト：後藤麻衣、藤村歩）
- 第12回　#12【開催！恋の残念パーティー↓↓↓】（2012年12月23日）
- 第13回　#13【15分で振り返る！あべなが 2012年三大ニュース！】（2012年12月30日）
- 第14回　#14【あべながの野望！野望実現への道・・・！！！！！】（2013年1月6日）
- 第15回　#15【各界から著名人が大集合！？ウィング29歳おめでとーーーー！】（2013年1月13日/コメントゲスト：梶裕貴、佐藤拓也、阿部敦）
- 第16回　#16【大人になって早数年！あべなが大人力チェック！】（2013年1月20日）
- 第17回　#17【公開録音まであと1ヶ月！お願い！みんな助けて！！＼(∀｀)／】（2013年1月27日）
- 第18回　#18【竹馬の友 大集合！賢プロ同期あるある！！！】（2013年2月03日/ゲスト：高橋研二、箭内仁）
- 第19回　#19【番組史上最大に"声優っぽいこと"・・・そう！ラジオドラマをやっちゃいます！！！！】（2013年2月10日/ゲスト：高橋研二、箭内仁）
- 第20回　#20【好評！食べものフロンティア企画第二弾！目指せ！チョコフォンデュの新境地！！】（2013年2月17日/ゲスト：佐藤拓也）
- 第21回　#21【いよいよ明日は公開録音！パーソナリティーの二人はゆっくりお休み！佐藤拓也！今日は任せたね☆】（2013年2月24日/ゲスト：佐藤拓也）
- 第22回　#22【サンリオ国と同盟を組もう！トップのあの方にネゴシエート！！】（2013年3月3日/公開録音）
- 第23回　#23【サンリオ国と同盟を組もう！ キティちゃんに ごますり大作戦！2】（2013年3月10日/公開録音）
- 第24回　#24【卒業シーズン真っ只中！色々あったなぁ・・・学校事件簿！】（2013年3月17日）
- 第25回　#25【阿部敦誕生日直前！やるのか！？誕生日企画！！】（2013年3月24日/コメントゲスト：井上喜久子）
- 第26回　#26【パン祭りシーズン到来！目指せ！製パン王！！】（2013年3月31日/コメントゲスト：佐藤拓也）
- 第27回　#27【「あべながの野望」はここがダメだ！】（2013年4月7日）
- 第28回　#28【あべなが特製！激うま お花見弁当！】（2013年4月14日）
- 第29回　#29【予定変更！お花見弁当試食会！】（2013年4月21日）
- 第30回　#30【あべなが 春の健康診断！】（2013年4月28日/ゲスト：高橋研二）
- 第31回　#31【今日はこどもの日 解禁！あべなが袋とじ！！！】（2013年5月5日/ゲスト：高橋研二）
- 第32回　#32【あべながの野望〜ぼくと、オカンと、ときどき○○〜】（2013年5月12日）
- 第33回　#33【15分で分かる！日常で使える名台詞講座！】（2013年5月19日）
- 第34回　#34【厨二病患者大集合！決定キングオブ厨二！】（2013年5月26日）
- 第35回　#35【あべながで学ぶ　たのしいにほんし】（2013年6月2日）
- 第36回　#36【ひと狩りいこーーーぜ！もぎたての　赤き果実に　舌鼓】（2013年6月9日）
- 第37回　#37【くるみん結婚おめでとう！！！リアルに検証！これが俺の嫁だ！！】（2013年6月16日/ゲスト：江口拓也）
- 第38回　#38【今夜決定！！ベルダンディー超え！？現実世界のあべの嫁！】（2013年6月23日）
- 第39回　#39【抜き打ちチェック！！！ 公開！！！あべながカバン！！！】（2013年6月30日）
- 第40回　#40【星に願いを！ツバ姫様と、アツ星様がアナタの願い叶えます☆ミ】（2013年7月7日）
- 第41回　#41【決定！あべなが遺産！残しておきたい異性のグッと来るポイント！】（2013年7月14日）
- 第42回　#42【最強の講師現る・・・！あべなが期末テスト！！！】（2013年7月21日/ゲスト：小野友樹）
- 第43回　#43【同盟前の親睦会！はじめての共同作業！箱の中身はなんでしょう？ゲーム＼(>∀<)／】（2013年7月28日/ゲスト：小野友樹）
- 第44回　#44【目指せ！お祭り兄さん！夏祭りをコーディネート！】（2013年8月4日/ゲスト：藤村歩）
- 第45回　#45【目指せ！お祭り兄さん！夏祭りをコーディネート！】（2013年8月11日/ゲスト：藤村歩）
- 第46回　#46【怖いなぁ怖いなぁって思って階段を降りるとそこで…あべなが百物語が行われていたんですよ！】（2013年8月18日）
- 第47回　#47【あべながに 新たなアシスタントが登場！？アシスタント候補 書類審査〜！！！】（2013年8月26日）
- 第48回　#48【さよなら夏休み！明日から学校なのに宿題が終わってないって！？よーし・・・俺達に任せろ！】（2013年9月1日/コメントゲスト：佐藤拓也）
- 第49回　#49【あべなが国に入国希望！新たな仲間が登場！！?】（2013年9月8日/ゲスト：畠中祐）
- 第50回　#50【さらば草食系！肉食王にオレはなる！！(ドーン！)】（2013年9月15日/ゲスト：木村良平）
- 第51回　#51【楽あれば苦あり・・・あべなが人生ゲーム！】（2013年9月22日/ゲスト：木村良平）
- 第52回　#52【番組1周年直前！　あべながアワード！よく悪くもBEST3！！】（2013年9月29日）
- 第53回　#53【ハッピーバースデイ！あべなが1歳のお誕生日会！！】（2013年10月6日）
- 第54回　#54【ラブレター三本勝負！最優秀ラブレター決定戦！】（2013年10月13日）
- 第55回　#55【遂に開催！ あべなが ふつおた祭り？！】（2013年10月20日）
- 第56回　#56【エコに寒さを乗りきる・・・！俺がお前を暖めてやる・・・！！！！】（2013年10月27日/ゲスト：佐藤拓也）
- 第57回　#57【遅れてきたトリックオアトリート！あべなが恋愛相談室☆】（2013年11月3日/ゲスト：佐藤拓也）
- 第58回　#58【頼れるのは己の味覚！闇鍋クイズ王決定戦！！！】（2013年11月10日/ゲスト：畠中祐）
- 第59回　#59【そのときジャックにいったい何が起きたのか！？昔話 補完計画！！】（2013年11月17日/ゲスト：畠中祐）
- 第60回　#60【入国、岡本信彦！ 何が出るかな？ サイコロトーク！】（2013年11月24日/ゲスト：岡本信彦）
- 第61回　#61【はじめての職業体験！ 〜あべながの野望は働く貴方を応援します〜】（2013年12月1日/ゲスト：岡本信彦）
- 第62回　#62【代永・阿部セレクトクリスマスプレゼント！場合によってはポケットマネー！！】（2013年12月8日）
- 第63回　#63【ようこそあべなが国へ！開催！クリスマスパーティー！！！】（2013年12月15日）
- 第64回　#64【クリスマスバーチャルデート♪お前と今夜…メリークリスマス！】（2013年12月22日）
- 第65回　#65【めざせ！！！エロキング！帰ってきた！エロ企画♪】（2013年12月29日/ゲスト：高橋研二）
- 第66回　#66【2014年1月4日 あべなが憲法制定！】（2014年1月5日）
- 第67回　#67【ウィングハピバ！30歳の節目に挑戦してもらいたい役柄リクエスト！】（2014年1月12日/コメントゲスト：江口拓也、佐藤拓也、阿部敦）
- 第68回　#68【受験に役立つかもしれない！あべなが特別授業！?スペシャル講師も登場！?】（2014年1月19日/コメントゲスト：箭内仁）
- 第69回　#69【二人の絆を確かめる！作成！あべながウィキペディア！！】（2014年1月26日）
- 第70回　#70【心に巣食うその闇を・・・オレがっ・・・消してやるっ・・！あべなが心の鬼退治〜〜！！！！】（2014年2月2日）
- 第71回　#71【今年は去年の二の舞いになるものか！バレンタイン 傾向と対策！！ 】（2014年2月9日）
- 第72回　#72【バレンタイン残念会！どんまい！しょーがない！だいじょぶ だいじょぶ来年があるよ！】（2014年2月16日）
- 第73回　#73【俺達は猫だ！今日は猫になるぞ！！！　開催！フツオタ回…ニャン！！！！】（2014年2月23日/ゲスト：佐藤拓也）
- 第74回　#74【今夜決定！最強の“メガネ男子”は誰だ・・・！？】（2014年3月2日/ゲスト：佐藤拓也）
- 第75回　#75 【卒業！あべなが県立高校！思い出のアルバムで学生生活を振り返る〜！】（2014年3月9日）
- 第76回　#76 【ホワイトデー感謝企画！あべながに言ってもらいたいあんなこと、こんなこと　SPECIAL！】（2014年3月16日）
- 第77回　#77 【あっくん33歳おめでと〜！今年もあるよ！豪華絢爛！お祝いメッセージ〜】（2014年3月23日/コメントゲスト：日野聡、井上喜久子）
- 第78回　#78【エイプリルフール直前！！もうだまされない！お前の嘘はお見通しだ！】（2014年3月30日）
- 第79回　#79 【リニューアル1回目！これからこんなことやるよスペシャル！〜ラジオドラマもやります〜】（2014年4月6日）
- 第80回　#80 【あべながGMC〜！】（2014年4月13日）
- 第81回　#81 【関智一さんと小西克幸さんがゲストでご登場〜！！！】（2014年4月20日/ゲスト：関智一、小西克幸）
- 第82回　#82 【せきとこにし とやっちゃうよ♪フレフレ応援メッセージ！】（2014年4月27日/ゲスト：関智一、小西克幸）
- 第83回　#83 【レギュラーコーナー『あべってみた よなってみた』！】（2014年5月4日）
- 第84回　#84 【◯◯しないで！アレンジ台詞王決定戦！！】（2014年5月11日）
- 第85回　#85 【レギュラーコーナー『天使ちゃんと悪魔くん』やっちゃいます！】（2014年5月18日）
- 第86回　#86 【あべなが　食レポ体験や〜】（2014年5月25日/ゲスト：箭内仁）
- 第87回　#87 【あべなが劇場】（2014年6月1日）
- 第88回　#88 【あべってみた　よなってみた】（2014年6月8日）
- 第89回　#89 【あべなが嫁グランプリ〜！】（2014年6月15日/コメントゲスト：佐藤拓也、畠中祐、箭内仁、高橋研二、内海賢太郎）
- 第90回　#90 【天使ちゃんと悪魔くん】（2014年6月22日）
- 第91回　#91【あべなが劇場】（2014年6月29日）
- 第92回　#92【あなたはいくつ答えられる！？クイズ！下北沢〜！】（2014年7月6日）
- 第93回　#93【あべってみた！よなってみた！】（2014年7月13日）
- 第94回　#94【あべなが公式ゆるキャラ「あべけんとよにゃが」の設定を考えよう〜！】（2014年7月20日）
- 第95回　#95【あべなが劇場】（2014年7月27日）
- 第96回　#96【あべながの野望公開録音「100回突破記念の宴」なにやるのか？え？まだ決まってないよ^◯^】（2014年8月3日）
- 第97回　#97【天使ちゃんと悪魔くん】（2014年8月10日）
- 第98回　#98【あべなが公開録音リハーサル！〜最悪の状況から脱出せよ！！〜】（2014年8月17日）
- 第99回　#99【あべなが劇場】（2014年8月24日）
- 第100回　#100【祝・100回感謝企画！あーもしもし、あべながだよ、あべなが】（2014年8月31日）
- 第101回　#101【あべながの野望　公開録音〜100回突破記念の宴〜 昼の部】（2014年9月7日）